# قمری جنگلی سرآبی
قمری جنگلی سرآبی (نام علمی: Turtur brehmeri) که به نام قمری سرآبی نیز شناخته می‌شود، به اندازه میانگین تا ۲۵ سانتی‌متر طول دارد، یک قمری جنگلی قهوه‌ای حنایی با سر آبی مایل به خاکستری، لکه‌های سبز رنگین‌کمانی روی بال‌ها، نوک قرمز، عنبیه قهوه‌ای تیره و پاهای قرمز تیره است. هر دو جنس شبیه هم هستند. رنگ جوان‌ها کدرتر از بالغان است.
قمری جنگلی سرآبی در سراسر جنگل‌های بارانی استوایی آفریقا گسترده‌است.